# Pogradec
Pogradec là một đô thị trong quận Pogradec thuộc hạt Korçë, Albania. Dân số năm 2005 là 23843 người.